# Jim Dunaway
Jim Dunaway é um ex-jogador profissional de futebol americano estadunidense.

## Carreira
Jim Dunaway foi campeão da temporada de 1972 da National Football League jogando pelo Miami Dolphins.